# Florentina Ioniță-Radu
Florentina Ioniță-Radu, (n. 16 noiembrie 1964, Buzău, România) este medic primar medicină internă, medic primar gastroenterologie, doctor în științe medicale, prima femeie general comandant al Spitalului Universitar de Urgență Militar Central „Dr. Carol Davila” din București.

## Biografie
A urmat cursurile primare și gimnaziale la Școala Gimnazială nr. 11 din Buzău, apoi Liceul „Bogdan Petriceicu Hasdeu" Buzău, și ulterior, Universitatea de Medicină și Farmacie „Carol Davila" București, secția Medicină Militară. În 1989, a obținut diploma de medic, eliberată de Institutul de Medicină și Farmacie București - Facultatea de Medicină Generală. A fost medic stagiar, în cadrul Secției Medicale 3 a Spitalului Universitar de Urgență Militar Central „Dr. Carol Davila" București, apoi medic secundar în specialitatea medicină internă, la Spitalul Colțea și în cadrul Spitalului de Nefrologie în perioada 1989 - 1993. În perioada 1995 - 1997 a ocupat funcția de medic șef Policlinică în cadrul Policlinicii Centrale a Ministerului Apărării Naționale. Din 1997 a lucrat în cadrul Spitalului Universitar de Urgență Militar Central „Dr. Carol Davila", București, în calitate de medic specialist/medic primar boli interne și gastroenterologie. A urmat mai multe specializări: competențe în endoscopie digestivă (2000), Masterat în Managementul Sistemului de Sănătate (2004 - 2005). Este prima femeie medic militar avansată la gradul de general de brigadă.
În anul 2006 a obținut titlul de Doctor în Medicină cu teza Tratamentul cu interferon pegylat în hepatita cronică cu virus C la pacienții dializați iterativ. A fost asistent universitar în perioada 2004 - 2015, la Institutul de Medicină Militară, iar din 2015, a devenit conferențiar universitar la Facultatea de Medicină din cadrul Universității „Titu Maiorescu" București.

## Activitatea profesională
A fost autoare sau coautoare pentru peste 280 de articole și lucrări științifice, publicate sau comunicate în țară și în străinătate, în reviste de specialitate sau la manifestări științifice. Ca autoare are două cărți publicate, o carte la care este coautoare și șase capitole în cărți de specialitate de circulație internațională:
- Right Heart Pathology. From Mechanism to Management, Editura Springer, 2018;
- New Approaches to Aortic Diseases from Valve to Abdominal Bifurcation, Editura Elsevier, Paperback, 2017;
- Coronary Graft Failure, Editura Springer, 2016.[1]

Este redactor șef la Revista de Medicină Militară. Face parte din numeroase comisii și comitete profesionale precum: vicepreședinte al Comisiei de gastroenterologie a Ministerului Sănătății (din 2015), membru al Comitetului de conducere al Societății Române de Oncologie Digestivă, membru al Societății Europene de Oncologie Digestivă (2013), membru al Societății Europene pentru Studiul Ficatului (2006), membru fondator al Fundației Române a Rinichiului (1996).

## Premii și distincții
- Ordinul Național „Steaua României” în grad de „CAVALER” cu însemn pentru militari, oferit de către Președintele României, prin Decretul nr. 1050/29.11.2017, Brevet nr. 694;

- Ordinul Național „Serviciul Credincios” în grad de „OFIȚER” cu însemn pentru militari, oferit de către Președintele României, prin Decretul nr. 1077/29.11.2016, Brevet nr. 404;

- Gold Medal la a-VI-a Annual International Invention Innovation Competition, Canada, iCAN2021, 28 August 2021, Toronto, Canada;

- Gold Medal la al-XIV-lea International Invention and Innovation Show, Polonia, 2021;
- Premiul Juriului pentru cel mai bun proiect implementat de un manager de spital „Medicină modernă –Acces la serviciile medicale integrale și de înaltă performanță” oferit de Președintele Coaliției Organizațiilor Pacienților cu Afecțiuni Cronice din România - COPAC în cadrul celei de-a doua ediții a Galei COPAC, 18 septembrie 2017;[2]
- Titlul „Cetățean de Onoare” oferit de Primăria Municipiului Buzău, 7 decembrie 2018, Buzău.[1]